# 금산동초등학교
금산동초등학교는 대한민국 충청남도 금산군에 있는 초등학교다.

## 학교 연혁
- 1964년 3월 1일 금산동국민학교 개교
- 1988년 9월 8일 교실 개축(본관 30교실)
- 1996년 3월 1일 금산동초등학교로 개명
- 1997년 11월 28일 금산동초등학교 체육관 준공
- 1999년 3월 1일 창평초등학교 통폐합
- 1999년 9월 1일 금남초등학교 통폐합
- 2008년 11월 24일 신관 교실 및 급식실 증축
- 2011년 1월 15일 체육 꿈나무 육성(탁구부 창단식)
- 2014년 2월 14일 제48회 졸업식(남 32, 여 33 / 누계 8,447명)
- 2014년 3월 1일 13학급(특수학급 1) 편성
- 2017년 2월 14일 제51회 졸업(남 25명, 여 23명, 계 48명 / 총 8,586명)
- 2017년 3월 1일 12학급(특수학급 1) 편성